# Raiber Rodríguez
Raiber José Rodríguez Orozco (ur. 28 grudnia 1990) – wenezuelski zapaśnik w stylu klasycznym. Dwukrotny olimpijczyk. Zajął piąte miejsce w Paryżu 2024 w kategorii do 60 kg i siedemnaste w Rio de Janeiro 2016 w kategorii 59 kg. Szesnasty na mistrzostwach świata w 2013 roku. 
Brązowy medalista igrzysk panamerykańskich w 2023. Mistrz panamerykański w 2024; trzeci w 2014, 2016 i 2023, a także na igrzyskach Ameryki Południowej w 2022, igrzyskach Ameryki Środkowej i Karaibów w 2023 i igrzyskach boliwaryjskich w 2022 roku.